# Zygmunt Ratajczak
Zygmunt Ratajczak (ur. 5 lutego 1924 w Poznaniu, zm. 12 lutego 1982) – major, funkcjonariusz aparatu bezpieczeństwa PRL.

## Życiorys
Syn Władysława i Pelagii. Do 1939 skończył 3 klasy poznańskiego gimnazjum, a w 1958 liceum ogólnokształcące.
10 IV 1945 został funkcjonariuszem Grupy Operacyjnej Ministerstwa Bezpieczeństwa Publicznego w Gdańsku, a następnego dnia funkcjonariuszem PUBP w Kartuzach.
Od 1 VIII 1945 starszy referent i p.o. kierownik GO PUBP w Sztumie, od 17 IV 1946 starszy referent i p.o. zastępca szefa PUBP w Malborku, 15 IX 1946 przekazany do dyspozycji szefa Wojewódzkiego Urzędu Bezpieczeństwa Publicznego, a 30 XI 1946 zawieszony w czynnościach służbowych w związku z rzekomą współpracą z dowódcą podziemia antykomunistycznego Zygmuntem Szendzielarzem. Sprawa trafiła do Prokuratury Sądu Wojskowego, po czym został uniewinniony i zwolniony z aresztu.
Od 15 III 1948 zastępca szefa i p.o. szef PUBP w Wejherowie, od 1 IX 1950 kierownik Sekcji 6 Wydziału IV WUBP w Gdańsku, od 1 IV 1951 kierownik Samodzielnego Referatu Socjalnego WUBP w Gdańsku, od 1 XII 1951 zastępca naczelnika Wydziału Ogólnego WUBP, od 1 VII 1953 kierownik Sekcji Administracyjnej i równocześnie zastępca naczelnika Wydziału Ogólnego WUBP w stopniu kapitana, od 15 III 1954 kierownik Samodzielnego Sekretariatu Szefa WUBP w Gdańsku, od 1 IV 1955 zastępca naczelnika Wydziału IX Wojewódzkiego Urzędu ds. Bezpieczeństwa Publicznego (WUdsBP) w Gdańsku, od 1 I 1957 zastępca naczelnika Wydziału „T” SB KW Milicji Obywatelskiej w Gdańsku (od 18 VII 1957 w stopniu majora), 26 I – 5 III 1959 słuchacz Kursu Kierownictwa Wydziałów Techniki Operacyjnej Departamentu Kadr i Szkolenia MSW w Warszawie.
Służbę w aparacie bezpieczeństwa zakończył 8 VIII 1966, następnie przeszedł na emeryturę. Mieszkał w Sopocie. Pochowany na cmentarzu komunalnym w Sopocie (kwatera R1-13-1).

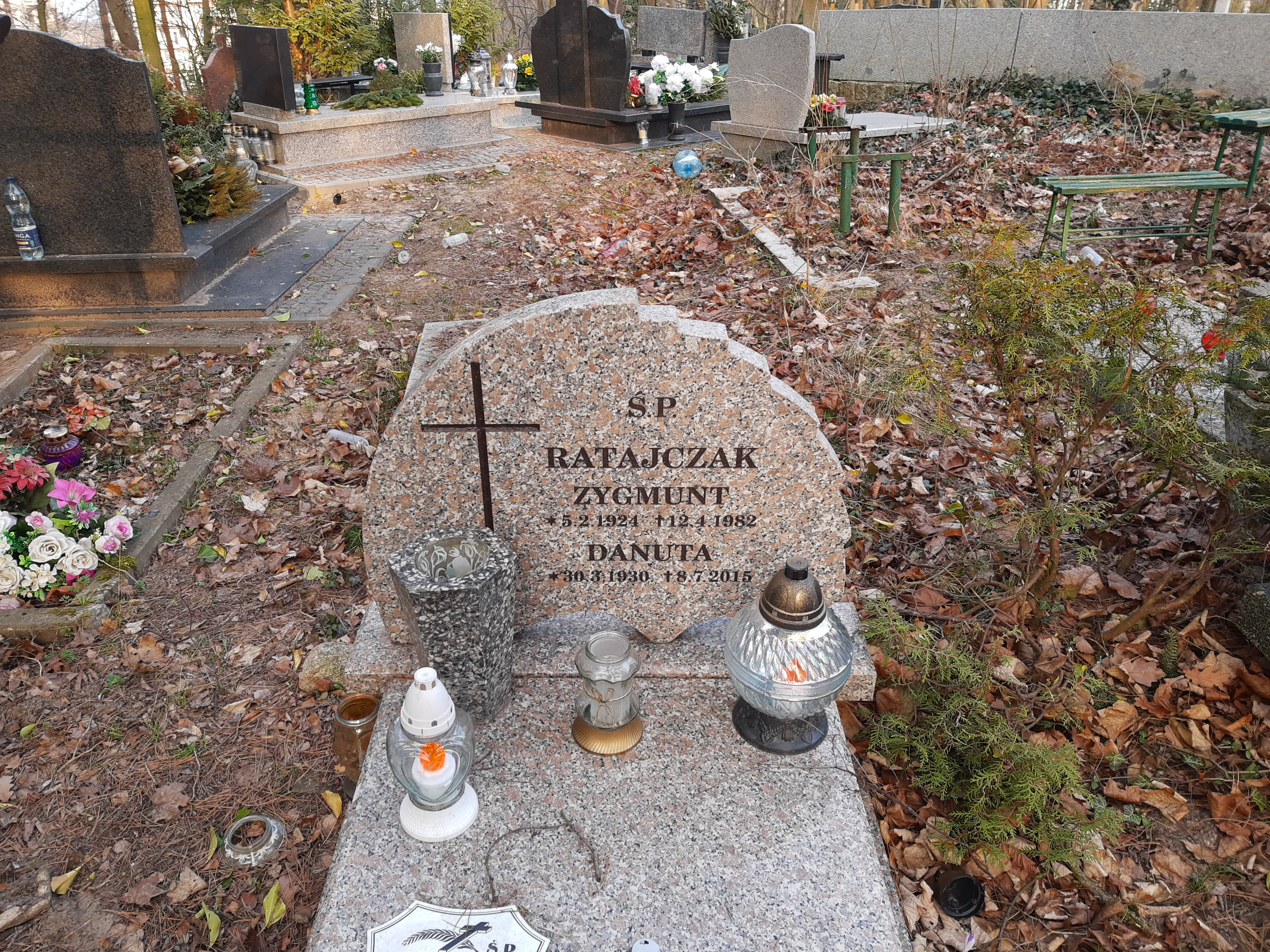
Grób Zygmunta Ratajczaka na cmentarzu komunalnym w Sopocie

## Odznaczenia
- Krzyż Kawalerski Orderu Odrodzenia Polski (1964)
- Złoty Krzyż Zasługi (1959)
- Srebrny Krzyż Zasługi (dwukrotnie, 1946 i 1954)
- Brązowy Krzyż Zasługi (1946)
- Medal 10-lecia Polski Ludowej (1955)
- Odznaka „10 lat w Służbie Narodu” (1955)
- Odznaka „20 lat w Służbie Narodu” (1965)